# Municipio de Casas Grandes
El Municipio de Casas Grandes es uno de los 67 municipios que integran el estado mexicano de Chihuahua. Se encuentra localizado en el noroeste del estado y su cabecera es el pueblo de Casas Grandes. En él se encuentran las ruinas de Paquimé, el principal centro arqueológico del norte de México.

## Geografía
Casas Grandes tiene una extensión territorial de 3,719 kilómetros cuadrados, limita al norte con el municipio de Janos, al este con el municipio de Nuevo Casas Grandes, el municipio de Galeana y el municipio de Ignacio Zaragoza, al sur con el municipio de Madera y al oeste con el estado de Sonora, donde sus límites corresponde al municipio de Bacerac, el municipio de Huachinera y el municipio de Nácori Chico.

### Orografía e hidrografía
El territorio del municipio tiene una clara división en dos áreas orográficas, al este una extensa serie de planicies por las que discurre el Río Casas Grandes y al este el extremo norte de la Sierra Madre Occidental que se extiende hasta los límites con Sonora, en el territorio de Casas Grandes la Sierra Madre tiene una altura mucho menor que en otros municipios del estado.
Hidrológicamente el municipio se encuentra dividido en dos cuencas, la zona noreste la integra la Cuenca del Río Casas Grandes, parte del Región Hidrológica Cuencas Cerradas del Norte, este río se forma con varias corrientes menores que bajan las serranías, como el Río Piedras Verdes y el Río Palanganas, y recorre de sur a norte el territorio. La región suroeste del municipio pertenece a la Cuenca del Río Yaqui, parte a su vez de la Región Hidrológica Sonora Sur y a ella pertenece varias corrientes menores que corren hacia el sur, al vecino municipio de Madera.

### Clima y ecosistemas
Las temperaturas extremos registradas en el municipio fluctúan entre 41.5° y -17.5 °C. Casas Grandes registra en su territorio cinco diferentes tipos de climas, basados principalmente en la altura del territorio, estos climas de registran en bandas en sentido de oeste a este, siendo el primero Templeado Subhúmedo con Lluvias en verano en el extremo sureste, donde se registran las mayores altitudes, Semifrío Subhúmedo con Lluvias en verano en la siguiente banda, Semiseco Templado, Seco Templado y Muy Seco Templado, este último en el extremo noroeste, ya parte del Desierto de Chihuahua, la transición climática describe también la transición orográfica entre la sierra y las llanuras en el territorio municipal.

## Demografía
Según el Conteo de Población y Vivienda de 2020 realizado por el Instituto Nacional de Estadística y Geografía, la población del municipio de Casas Grandes es 11,815 habitantes, de los cuales 51% son hombres y 49% son mujeres.

### Localidades
En el censo de 2020 el municipio de Casas Grandes contaba con 147 localidades.
| Código INEGI      | Localidad         | Población (2020) |
| ----------------- | ----------------- | ---------------- |
| 080130001         | Casas Grandes     | 7 134            |
| 080130018         | Mata Ortiz        | 1 021            |
| Otras localidades | Otras localidades | 3 660            |
| Total municipal   | Total municipal   | 11 815           |

## Política

### Representación legislativa
Para el ámbito de la elección de diputados locales y federales, el municipio se encuentra integrado de la siguiente manera:
Local
- Distrito electoral local 1 de Chihuahua con cabecera en Nuevo Casas Grandes.

Federal
- Distrito electoral federal 7 de Chihuahua con cabecera en Cuauhtémoc